# Irrfan Khan
Sahabzade Irrfan Ali Khan, más conocido como Irrfan Khan, (इरफ़ान ख़ान; Jaipur, 7 de enero de 1967-Bombay, 29 de abril de 2020) 
fue un actor indio de cine y televisión. Apareció, entre otras películas, en El guerrero (2001), Maqbool (2003), Haasil (2004), El buen nombre (2006), A Mighty Heart (2007), Slumdog Millionaire (2008), Billu (2009), New York, I Love You (2009), Life of Pi (2012), The Amazing Spider-Man (2012), Jurassic World (2015) o Inferno (2016).
Durante su carrera cinematográfica, ganó dos premios Filmfare y un premio SAG.

## Primeros años
Hijo de padres musulmanes, Khan nació en la ciudad de Jaipur, India. En el año 1984 ganó una beca que le permitió estudiar en la Escuela Nacional de Arte Dramático (NSD) de Nueva Delhi.

## Carrera
Después de graduarse, se mudó a Bombay, donde apareció en los programas de televisión Chanakya, Sara Jahan Hamara, Banegi Apni Baat y Chandrakanta (Doordarshan), Star Bestsellers (Star Plus), Sparsh, Darr y Kahkashan.
Hizo el papel principal en El guerrero, dirigida por Asif Kapadia y filmada en Himachal Pradesh y Rayastán. El guerrero se proyectó con éxito en algunos festivales internacionales de cine.
En 2007, apareció en Life in a... Metro y ganó un Premio Filmfare. También hizo el papel de un indio no residente en El buen nombre, dirigida por Mira Nair.
En el año 2009 hizo el papel de inspector de policía en la película internacional Slumdog Millionaire y ganó el Premio SAG al mejor elenco.

## Vida personal
Khan estaba casado con la escritora Sutapa Sikdar, con quien tuvo dos  hijos, Babil khan y Ayan Khan. 
Falleció a los cincuenta y tres años en Bombay, el 29 de abril de 2020 debido a una infección de colon complicado con un cáncer –tumor neuroendocrino– (diagnosticado en 2018) en un hospital de Bombay, donde estaba recibiendo tratamiento.

## Premios
- 2003: Premio Filmfare de mejor villano, Haasil.
- 2007: Premio Filmfare a la Mejor Actor de Reparto, Life in a Metro.
- 2008: Premio SAG al mejor elenco, Slumdog Millionaire.
- 2008: Nominado, Independent Spirit Award al mejor actor de reparto.
- 2011: Galardón Padma Shri[5]

## Filmografía
| Año  | Película                     | Papel                                                                 | Notas                                                                                         |
| ---- | ---------------------------- | --------------------------------------------------------------------- | --------------------------------------------------------------------------------------------- |
| 1988 | Salaam Bombay                | Escritor de cartas                                                    |                                                                                               |
| 1989 | Kamla Ki Maut                | Ajit                                                                  |                                                                                               |
| 1990 | Drishti                      | Rahul                                                                 |                                                                                               |
| 1990 | Chanakya                     | "Senapati" Bhadrashaal                                                | Serie de televisión                                                                           |
| 1991 | Ek Doctor Ki Maut            |                                                                       |                                                                                               |
| 1994 | Banegi Apni Baat             |                                                                       | Serie de Zee TV                                                                               |
| 2000 | Ghaath                       | Maamu                                                                 |                                                                                               |
| 2001 | The Warrior                  | Lafcadia - Warrior                                                    |                                                                                               |
| 2001 | Kasoor                       | Fiscal                                                                |                                                                                               |
| 2002 | Gunaah                       | Inspector de policía                                                  |                                                                                               |
| 2003 | Haasil                       | Ranvijay Singh                                                        | Ganador, Filmfare Best Villain Award                                                          |
| 2003 | Footpath                     | Jeque                                                                 |                                                                                               |
| 2003 | Maqbool                      | Maqbool                                                               |                                                                                               |
| 2004 | Shadows of Time              | Yani Mishra                                                           | Bengalí/alemán                                                                                |
| 2004 | Aan: Men at Work             | Yusuf Pathan                                                          |                                                                                               |
| 2004 | Charas                       | Ranbhir Singh Rathore                                                 |                                                                                               |
| 2005 | Chocolate: Deep Dark Secrets | Pipi                                                                  |                                                                                               |
| 2005 | Rog                          | Inspector Uday Rathore                                                |                                                                                               |
| 2005 | Chehraa                      | Chandranath Diwan                                                     |                                                                                               |
| 2005 | 7½ Phere                     | Manoj                                                                 |                                                                                               |
| 2006 | Yun Hota To Kya Hota         | Salim Rajabali                                                        |                                                                                               |
| 2006 | The Killer                   | Vikram/Roopchand Swaroopchand Solanki                                 |                                                                                               |
| 2006 | Deadline: Sirf 24 Ghante     | Krish Vaidya                                                          |                                                                                               |
| 2006 | Sainikudu                    | Pappu Yadav                                                           |                                                                                               |
| 2007 | A Mighty Heart               | Capitán                                                               | Estreno en el Festival de Cannes                                                              |
| 2007 | Life in a Metro              | Monty                                                                 | Ganador, Filmfare Best Supporting Actor Award.                                                |
| 2007 | The Namesake                 | Ashoke Ganguli                                                        |                                                                                               |
| 2007 | The Darjeeling Limited       | El padre                                                              |                                                                                               |
| 2007 | Apna Asmaan                  | Ravi Kumar                                                            |                                                                                               |
| 2007 | Aaja Nachle                  | Farooque, esposo de Najma                                             |                                                                                               |
| 2007 | Partition                    | Avtar                                                                 |                                                                                               |
| 2008 | "Road to Ladakh"             |                                                                       | Corto                                                                                         |
| 2008 | Sunday                       | Kumar                                                                 |                                                                                               |
| 2008 | Krazzy 4                     | Dr. Mukherjee                                                         |                                                                                               |
| 2008 | Mumbai Meri Jaan             | Thomas                                                                |                                                                                               |
| 2008 | Slumdog Millionaire          | Inspector de policía                                                  | Ganador, Screen Actors Guild Award for Outstanding Performance by a Cast in a Motion Picture. |
| 2008 | Chamku                       | Sr Kapoor                                                             |                                                                                               |
| 2008 | Dil Kabaddi                  | Samit                                                                 |                                                                                               |
| 2008 | Sunday                       | Kumar                                                                 |                                                                                               |
| 2009 | Acid Factory                 | Kaizar                                                                |                                                                                               |
| 2009 | Billu                        | Billu/Vilas Pardesi                                                   |                                                                                               |
| 2009 | New York                     | Roshan (funcionario de FBI).                                          |                                                                                               |
| 2009 | New York, I Love You         | Mansuhkhbai                                                           |                                                                                               |
| 2010 | Right Yaaa Wrong             | Vinay Patnaik                                                         |                                                                                               |
| 2010 | Hisss                        | Vikram Gupta                                                          |                                                                                               |
| 2010 | Knock Out                    | Bacchoo/Tony Khosla                                                   |                                                                                               |
| 2011 | Thank You                    | Vikram                                                                |                                                                                               |
| 2011 | 7 Khoon Maaf                 | Wasiullah Khan                                                        |                                                                                               |
| 2011 | Yeh Saali Zindagi            | Arun                                                                  |                                                                                               |
| 2012 | Paan Singh Tomar             | Paan Singh Tomar                                                      |                                                                                               |
| 2012 | The Amazing Spider Man       | Dr. Rajit Ratha                                                       |                                                                                               |
| 2012 | Life of Pi                   | Pi Patel (adulto)                                                     |                                                                                               |
| 2012 | Phansi                       |                                                                       |                                                                                               |
| 2012 | Jai Ramji                    |                                                                       |                                                                                               |
| 2012 | Banker to The Poor           |                                                                       |                                                                                               |
| 2013 | Qissi                        |                                                                       |                                                                                               |
| 2013 | Fanney Khan                  |                                                                       |                                                                                               |
| 2013 | The Lunchbox                 | Saajan Fernandes                                                      |                                                                                               |
| 2015 | Jurassic World               | Simon Masrani                                                         |                                                                                               |
| 2015 | Talvar                       | Ashwin Kumar, Oficial del Departamento Central de Investigación (CBI) |                                                                                               |
| 2015 | Jazbaa                       | Youhan                                                                |                                                                                               |
| Piku | Rana                         |                                                                       |                                                                                               |
| 2016 | Inferno                      | Harry "El Preboste" Sims                                              |                                                                                               |
| 2018 | Puzzle                       | Robert                                                                |                                                                                               |